# Dira Sugandi
Dira Sugandi (Bandung, 29 juli 1979) is een Indonesische jazz-zangeres. Zij werd in Bandung geboren als dochter van Rudiama Sugandi en Mira Susanti. Zij begon haar carrière in Pelita Harapan en ontving haar bachelor in 2006. Dira zong samen met veel Indonesische muziekgroepen zoals SOULMATE, Maestro Big Band, Rieka Roslan, SOVA, Imam Praz Quartet, ARAB Jazz, en Pelita Harapan University Big Band, en ook met internationale muzikanten zoals Incognito, Keith Martin, en Yellowjackets. In 2009 ontving zij de onderscheiding "Indonesian Young Jazz Talent Award" tijdens het Jakarta International Java Jazz Festival waar zij met Jason Mraz samen zong.
Zij maakte haar eerste album "Something About the Girl"  in 2010. In december 2010 speelde Dira in de muzikale versie van de film "Laskar Pelangi" in Taman Ismail Marzuki Fine Arts Center, Jakarta.
Op 15 mei 2011 zong Dira Sugandi samen met Andrea Bocelli tijdens hun eerste concert in Indonesië.
Zij is getrouwd met Elfa Zulham Warongan.

## Discografie
- Something About the Girl